# The Complete Manual of Suicide
The Complete Manual of Suicide (jap. 完全自殺マニュアル Kanzen jisatsu manyuaru; dosłownie Kompletny podręcznik samobójstwa) − książka napisana przez japońskiego, niezależnego pisarza Wataru Tsurumi (1964– ).
Książka została opublikowana pierwszy raz 4 lipca 1993 roku, sprzedano ponad milion egzemplarzy. Na 198 stronach zawiera szczegółowe opisy i analizy wielu rodzajów popełnienia samobójstwa, m.in. przedawkowania, powieszenia, skoku z wysokości, zatrucia tlenkiem węgla itp. Książka nie zawiera zestawienia preferującego bardziej lub mniej bolesne albo uwłaczające godności metody popełnienia samobójstwa, a jedynie przedstawia związane z nimi fakty, jak opis bólu, nakład związany z przygotowaniami, wygląd zwłok oraz śmiertelność.
Książka wyróżnia 11 kategorii popełnienia samobójstwa:
1. Przedawkowanie
2. Powieszenie
3. Skok z wysokości
4. Podcięcie żył
5. Kolizja samochodowa
6. Zatrucie gazem
7. Porażenie prądem
8. Utopienie
9. Samospalenie
10. Zamarznięcie
11. Różne